# روس سميث (سياسي)
روس سميث (بالإنجليزية: Ross Smith)‏ هو سياسي أسترالي، ولد في 24 يناير 1938. انتخب عضو الجمعية التشريعية فيكتوريا.